# 高山镇 (大同市)
高山镇是中华人民共和国山西省大同市云冈区下辖的一个镇。

## 行政區劃
2001年，南郊区行政区划调整，原高山镇、峰子涧乡合并为新的高山镇。高山镇下辖26个村2021年3月，撤销四台街道，整建制并入高山镇。以原四台街道、原高山镇的行政区域为高山镇的行政区域。
高山村、业家村、上碗沟村、张家湾村、二台村、小窑头村、罗家辛窑村、段家小村、南信庄村、南辛村、峰子涧村、马脊梁村、枯树村、东店湾村、燕子山村、桃柏沟村、白塘子村、小蒜沟村、黄土沟村、窑洞村、南沟村、万家嘴村、辛庄村、南羊路村、北羊路村和碾子沟村。